# Samuel Castillejo Azuaga
Samuel Castillejo Azuaga (Màlaga, 18 de gener de 1995), conegut com a Samu Castillejo és un futbolista andalús que ocupa la posició d'extrem esquerre.

## Carrera de club
Castillejo es va formar a les categories infantils del Màlaga FC. Amb 16 anys va començar a competir amb el filial de l'equip boquerón, l'Atlético Malagueño, on es va assentar i competir durant tres temporades a la Tercera Divisió.
El mes de juny de 2014, Samu Castillejo va ser cridat per l'entrenador del primer equip Javi Gracia per a la pretemporada de l'equip. Va ser anomenat Home del partit en la victòria per 3–1 en un amistós que guanyà contra el Newcastle United F.C., partit en què va marcar un doblet que el va catapultar al primer equip de forma definitiva durant el mes següent.
El 29 d'agost de 2014 Castillejo va fer el seu debut oficial amb el primer equip, quan va substituir la també jove promesa Juanmi en el minut 57 d'un partit que l'equip malaguista perdia 0–3 contra Valencia CF a la Lliga. Casualment, el 2 de febrer de 2015 marcaria el seu primer gol com a professional contra el València CF, que fet i fet suposaria el triomf local (1-0).
Tant ell com el seu company al Màlaga Samu varen fitxar pel Vila-real CF el 18 de juny de 2015, firmant un contracte per cinc anys.

### AC Milan
Castillejo va signar contracte amb l'AC Milan el 17 d'agost de 2018, mentre Carlos Bacca es movia en direcció contrària i signava pel Vila-real. Va debutar a la Serie A el 31 d'agost, jugant com a titular en una victòria per 2–1 contra l'AS Roma a San Siro. Va marcar el seu primer gol amb el club el 30 de setembre, en una derrota per 4–1 a fora contra la US Sassuolo.
Durant el mercat d'estiu de 2021 i després d'una temporada 2020–21 dolenta a la Serie A, Castillejo era una venda prioritària pel club; malgrat que tenia algunes ofertes, finalment no es va decidir per cap d'elles. Fou omès de la llista de 25 jugadors per disputar la Lliga de Campions de la UEFA amb el club.